# Campion tenuistriga
Campion tenuistriga is een insect uit de familie van de Mantispidae, die tot de orde netvleugeligen (Neuroptera) behoort. 
Campion tenuistriga is voor het eerst wetenschappelijk beschreven door Gerstäcker in 1885.